# 渋谷雄三郎
渋谷 雄三郎（しぶや ゆうざぶろう、1932年 - 2008年12月11日）は、アメリカ文学者。
明治大学教養部助教授、上智大学文学部教授、1997年定年、帝京大学教授。ソール・ベロー、ジョン・バースなど現代米国作家を研究した。

## 著書
- ベロー 回心の軌跡 冬樹社 1978

## 翻訳
- アメリカの新小説 現代小説におけるカフカ的モード ヘレン・ワインバーグ 研究社出版 1975
- 『オーギー・マーチの冒険』 ソール・ベロウ 早川書房 1981
- 『やぎ少年ジャイルズ』 ジョン・バース 上村宗平共訳 国書刊行会 1982
- 『学生部長の十二月』 ソール・ベロウ 早川書房 1983
- 『ダニエル書』 E・L・ドクトロウ サンリオ文庫 1985